# Jason Slater
Jason Slater (Maui, 8 de marzo de 1971 – Ibidem, 9 de diciembre de 2020) fue un músico, productor discográfico y compositor estadounidense, reconocido por haber sido uno de los miembros fundadores de la banda de rock Third Eye Blind.

## Biografía
Slater fue el primer bajista y uno de los miembros fundadores de la agrupación Third Eye Blind. Tras su salida en 1994, se convirtió en músico, compositor y productor de las bandas Snake River Conspiracy, Microdot (con George Lynch) y Revenge of the Triads (con Charlie Clouser y Troy Van Leeuwen), al igual que del proyecto de rap rock Brougham. Produjo además cuatro álbumes de la banda de heavy metal Queensrÿche.
El músico falleció el 9 de diciembre de 2020 a raíz de una insuficiencia hepática en un hospital de Maui. Tenía cuarenta y nueve años.

## Discografía
- Interstate '76 - Interstate '76 (Productor) (1997)
- Sonic Jihad - Snake River Conspiracy (Productor) (2000)
- Letting Go - Earshot (Productor) (2002)
- Metafour - Slaves on Dope (Producer) (2003)
- Hooray for Dark Matter - Enemy feat. Troy Van Leeuwen (Productor) (2005)
- Operation: Mindcrime II - Queensrÿche (Productor) (2005)
- American Soldier - Queensrÿche (Productor) (2009)
- Dedicated to Chaos - Queensrÿche (Productor) (2011)
- Frequency Unknown - Queensrÿche (Productor) (2013)